# Mobb Deep
Mobb Deep est un groupe de hip-hop américain, originaire du quartier de Queensbridge, dans le Queens, à New York. Composé des rappeurs Havoc et Prodigy, le groupe est en activité depuis le début des années 1990, et est notamment connu pour l'album The Infamous (1995), dont est extrait Survival of the Fittest et Shook Ones, Part II, considéré par la presse spécialisée comme l'un des meilleurs morceaux de l'histoire du hip-hop. Mobb Deep est souvent considéré comme l'un des meilleurs groupes de rap East Coast, avec le Wu-Tang Clan, Public Enemy, De La Soul, The Fat Boys, Gang Starr, Onyx, Eric B. and Rakim, A Tribe Called Quest.

## Biographie

### Débuts et premier album (1992–1994)
Albert « Prodigy » Johnson (né le 2 novembre 1974 et décédé le 20 juin 2017), et Kejuan « Havoc » Muchita (né le 21 mai 1974) sont tous les deux originaires de Queensbridge, un quartier de grand ensemble de la ville de New York située au pied du pont reliant les arrondissements de Manhattan et Queens. Leur rencontre se fait en 1989 dans les locaux de la prestigieuse École supérieure d'art et de design dont ils sont, adolescents, tous les deux élèves. Partageant une même passion pour le rap, ils décident donc de créer un groupe dont le nom initial, Poetical Prophets, sera finalement remplacé par Mobb Deep. Dans une entrevue effectuée en avril 2015 avec le magazine Billboard, Havoc explique que « ça ne nous allait vraiment pas et ça expliquait pas ce qu'on était. On était des prophètes, mais ça nous convenait pas. On voulait vraiment un nom qui nous définisse. »
Signés sur le label discographique 4th & Broadway, ils enregistrent en 1992 Cop Hell, produit par DJ Premier et figurant sur la face B d'un titre du groupe de ce dernier, Gang Starr[réf. nécessaire]. Les deux adolescents s'attellent alors déjà à l'écriture d'un premier album également produit par DJ Premier (ainsi que Large Professor, les deux hommes suivant en outre à cette même époque les débuts d'un autre natif de Queensbridge, Nas). Leur premier album, Juvenile Hell, est publié le 13 avril 1993 au label Island Records,. Comme laissent à penser son nom, sa pochette ou ses clips (Havoc et Prodigy y apparaissent armés de faucilles), pâtira de l'image particulièrement violente qu'a alors le groupe, et ce d'autant plus que les textes particulièrement crus sont à peine censurés (Bitch Ass Nigga illustrant l'idée à son paroxysme). Le single Hit It from the Back atteint la 18e place du classement américain Hot Rap Singles.
Renvoyés par leur label, après à peine 40 000 exemplaires selon Havoc vendus de leur premier opus, les deux rappeurs du Queens peinent à se faire une place dans le paysage du hip-hop new-yorkais ; il n'y a guère que Havoc qui signe en 1993 un featuring sur le titre U da Man, de Black Moon. Signant au label Loud Records, Mobb Deep ne se décide pas à se débarrasser de l'image d'un duo de jeunes voyous ; les deux rappeurs sont persuadés qu'à terme, leur volonté de narrer le quotidien des cités, aussi sale et lourd soit-il, sera récompensée[réf. nécessaire]. Définitivement hardcore, donc, le duo pousse jusqu'au bout sa prise de responsabilités ; Havoc se charge désormais de la production des titres du groupe, à commencer par le single Shook Ones. Enregistré en 1994, passé plutôt inaperçu, il témoigne d'une atmosphère, d'un esprit artistique bien plus noirs, presque inquiétants.

### The InfamousetHell on Earth(1995–1996)
Havoc et Prodigy reviennent le 25 avril 1995 avec la publication de leur deuxième album The Infamous publié dans leur nouveau label Loud Records,. L'album est bien accueilli par la presse spécialisée, et atteint initialement la 3e place des classements R&B Albums et la 18e place du Billboard 200. L'album s'inscrit dans cette même évolution : non seulement Mobb Deep ne renonce pas à témoigner de la vie dans le ghetto new-yorkais, mais il le fait désormais de manière foncièrement subjective, sombre, lourde, presque sale. L'album est considéré comme une pièce maîtresse du hip-hop, notamment grâce aux paroles hyper-réalistes, « visualistes » et « hardcore ». Le groupe devient surtout une référence dans le milieu du rap, assurant presque naturellement le succès d'un troisième album en studio qui ne tarde pas à sortir. Le premier single qui en est extrait, Shook Ones Pt. II, est bientôt reconnu comme l'un des plus grands de l'histoire du hip-hop. Le puissant single Survival of the Fittest sera lui aussi un succès ainsi que Right Back at You, Temperature's Rising, From the Cradle to the Grave, Q.U. Hectic ou le plus léger Up North Trip sont quelques-uns des titres parvenant à se détacher de l'ensemble, d'une homogénéité qualitative rare.
Leur troisième album Hell on Earth est publié le 19 novembre 1996, au label Loud Records. Particulièrement attendu, il reprend les éléments qui ont assuré la nouvelle réputation du groupe : textes saignants, lourde batterie et beats sombres s'accordent particulièrement justement sur Drop a Gem on 'Em, Hell on Earth (Front Lines), Apostle's Warning ou encore Give It Up Fast (avec Nas et Big Noyd). Grâce à ce nouvel opus, certes inégal mais plus adulte, le groupe devient une valeur sûre du hip-hop américain et confirme son statut de porte-parole du ghetto du Queens avec Nas. Hell on Earth atteint à sa sortie la 6e place du Billboard 200 et la première des R&B Albums, et s'écoule finalement à 500 000 exemplaires aux États-Unis.

### Après la gloire (1997–2003)
Très attendu, longtemps retardé et partiellement piraté sur Internet, le quatrième album de Mobb Deep, Murda Muzik est publié le 27 avril 1999. Un ton moins radical et une atmosphère moins sombre témoignent d'un début de changement de direction pour le groupe, vraisemblablement moins nerveuse. L'excellente réputation du groupe et le succès du puissant Quiet Storm permettent néanmoins à l'album de très bien se vendre, atteignant finalement la barre du million d'exemplaires. Aux côtés du single déjà cité se distinguent I'm Going Out, It's Mine, Allustrious, Adrenaline, Modd Muzik, Thug Muzik (produit par The Alchemist) ou le paisible Where Ya Heart At. Au sommet après Murda Muzik, le groupe rencontre ses premières difficultés. Il est d'abord publiquement pris à partie par Jay-Z, effectivement véhément à l'égard des rappeurs de Queensbridge, particulièrement Nas ; Prodigy est quant à lui humilié à la suite de la publication d'une photo le montrant plus jeune habillé comme Michael Jackson. Plus tard, Jay-Z rira du passé de danseur du MC (dont la grand-mère tenait effectivement une école de danse) ; Prodigy est d'autant plus soumis aux doutes qu'atteint de drépanocytose, il est régulièrement hospitalisé pour se faire soigner.
Mobb Deep n'est pas seulement affaibli de l'extérieur : les rumeurs affirmant que le groupe n'est pas solide voient comme un présage la sortie de H.N.I.C., le premier album solo de Prodigy, fin 2000. En outre, la dégradation des rapports du groupe avec le label Loud Records motive la création de leur propre structure, Infamous Records. L'échec commercial et critique d'Infamy, le cinquième opus du groupe (qui n'atteint pas le million), n'est pas sans sanctionner le virage pris par Mobb Deep ; Hey Luv (avec le groupe de R&B 112), certes efficace, semble effectivement loin de l'énorme Survival of the Fittest. Le fait que le duo se soit servi de leur album pour alimenter leur beef face à Jay-Z n'est pas pour rien dans cette piètre expérience. Plus fidèles au passé des new yorkais, les titres, My Gats Spitting, The Learning, Crawlin, Nothing Like Home, Get at Me ou Hurt Niggas émergent tout de même d'une production dans l'ensemble en dessous de ce qu'avait pu produire Havoc quelques années à peine auparavant.
Désormais indésirables chez Loud Records, les rappeurs de Queensbridge enregistrent début 2003 la mixtape Free Agents, confirmant qu'ils sont à la recherche d'un nouveau label. L'œuvre distille plusieurs éléments susceptibles d'indiquer le retour aux sources auquel aspirent les fans : la compilation s'ouvre sur un skit déclarant « ceci n'est pas censé être positif ; cette musique est dure parce que la rue est dure » ; sur le titre The Illest Havoc se réfère aux débuts du groupe : « Pendant que tout le monde glandait, moi j'étais fauché comme un connard fidèle à mes idées » ; en outre un titre comme Narcotic et, plus globalement, les bonnes surprises du second disque (B.I.G. T.W.I.N.S, Air it Out, Mobb Nigga, Bang Bang, Where You At, Get Back ou Thug Chronicles) semblent confirmer que le groupe veuille regagner ses lettres de noblesse de groupe hardcore. C'est paradoxalement durant l'enregistrement de cet album-clé que les natifs de Queensbridge font la rencontre de 50 Cent et de DJ Whoo Kid.
Jive Records signe peu après Mobb Deep et le groupe ne tarde pas à commercialiser son sixième album studio, Amerikaz Nightmare, fin 2004. L'album met fin aux espoirs de retour au hardcore, et ce, dès le premier single Got it Twisted. Les productions Mobb Deep s'écoutent désormais comme d'autres, nombre de fans reprochant aux rappeurs d'être rentrés dans le rang de l'industrie pour des raisons matérielles (selling-out[Quoi ?]). Les titres d’Amerikaz Nightmare, plutôt inégaux, forment un ensemble hétérogène dont certaines des parties semblent répondre directement aux logiques du marché (présence des fort médiatisés Lil Jon et Kanye West, ajout d'un remix en bout de piste de lecture). We Up, Win or Lose ou le titre éponyme, bien produits, apparaissent comme autant de titres agréables mais peu ambitieux, en tout cas loin du rap conscient des années 1990. Le public, à nouveau, sanctionne les errements du groupe dont cet album ne se vend guère à plus de 500 000 exemplaires.

### Nouveau départ chez G-Unit et carrières solos (depuis 2005)
Dans les semaines qui suivent la sortie d'Amerikaz Nightmare, le groupe encaisse deux épreuves : non seulement Jive Records leur signifie qu'il n'y aura pas renouvellement de contrat, mais la mixtape The Murda Mix Tape: Before 9/11 (dont la sortie a été quelque peu improvisée deux mois après celle de l'album) est quasiment passée inaperçue. C'est à ce moment critique de leur carrière que les rappeurs de Queensbridge se voient proposer de rejoindre le label de 50 Cent, G-Unit Records. Vécu par beaucoup de fans comme la renonciation ultime au rap conscient, le contrat est officialisé à l'été 2005.
Blood Money, le premier album de Mobb Deep chez G-Unit Records, sort en mai 2006. Sans jamais convaincre une partie irréductible des fans, l'opus est bien plus calibré que le poussif Amerikaz Nightmare. Il est toutefois considéré par nombre de critiques comme le pire album de leur carrière et pour beaucoup, l'union de Mobb Deep avec 50 Cent est paradoxale. Le superficiel du fond, lorsqu'il est bien produit, n'est ainsi pas sans réussir au groupe : Speakin' So Freely, Pearly Gates, Capital P, Capital H, Daydreamin, le puissant Outta Control remix ou le single Give it to Me s'inscrivent avec efficacité dans les canons du rap exercé depuis son arrivée sur le marché par 50 Cent avec le succès bien connu. Ainsi, l'opus fait figure de nouveau départ pour le groupe de Queensbridge, dont les hésitations et revirements artistiques auront témoigné au fil des années d'une certaine évolution du hip-hop.
L'agitation médiatique autour de l'album passée, les deux membres de Mobb Deep tombent d'accord pour se focaliser sur leur carrière solo. Havoc enregistre ainsi The Kush en 2007 (timidement accueilli) puis Hidden files en 2009, tandis que Prodigy sort la même année Return of the Mac avant de composer la suite directe de son premier album, H.N.I.C. Pt. 2. Les deux opus, particulièrement le premier, ont été salués par les critiques. L'avenir du groupe est suspendu à la peine de prison de trois ans et demi que purge depuis à partir de 2007 Prodigy pour port d'armes illégal. Prodigy sort de prison en mars 2011, et le groupe revient seulement un mois plus tard avec un premier single Dog Shit. Le groupe sort le maxi Black Cocaine EP en novembre 2011 avec notamment The Alchemist et Havoc à la production. Le 13 octobre, un premier single, Street Lights, est dévoilé mais celui-ci n'apparaît pas sur Black Cocaine. Le 17 novembre est dévoilée la quatrième piste de Black Cocaine, Get It Forever, avec Nas en featuring.
Le groupe annonce la sortie d'un album éponyme pour 2012 ainsi qu'un nouvel album de Prodigy : H.N.I.C. Pt. 3. En mars 2015, le duo annonce qu'un nouvel album, entièrement produit par Alchemist, est en préparation. Le 20 juin 2017, Prodigy meurt d'étouffement.

## Discographie

### Albums studio
- 1993 : Juvenile Hell
- 1995 : The Infamous
- 1996 : Hell on Earth
- 1999 : Murda Muzik (Small Records)
- 2001 : Infamy (Loud Records)
- 2004 : Amerikaz Nightmare (Jive Records)
- 2006 : Blood Money (G-Unit Records)
- 2014 : The Infamous Mobb Deep (Infamous Records, RED)

### Mixtapes
- 2003 : Free Agents: The Murda Mix Tape
- 2004 : The Mix Tape Before 9/11
- 2011 : White Cocaine (mixée par DJ Iron Sparks)
- 2015 : White Cocaine 2 (mixée par DJ Iron Sparks)

### Compilations
- 2006 : Life of the Infamous: The Best of Mobb Deep
- 2007 : The Infamous Archives
- 2009 : The Safe Is Cracked

### EP
- 2011 : Black Cocaine
- 2015 : Survival of the Fittest

### Discographies séparées

#### Prodigy
- 2000 : H.N.I.C.
- 2007 : Return of the Mac
- 2008 : H.N.I.C. Pt. 2
- 2008 : Product of The 80's
- 2012 : H.N.I.C. 3
- 2012 : The Bumpy Johnson Album
- 2013 : Albert Einstein
- 2014 : The Most Infamous (compilation)

#### Havoc
- 2007 : The Kush
- 2009 : Hidden files
- 2013 : 13
- 2014 : 13 Reloaded